# (21740) 1999 RR159
A (21740) 1999 RR159 a Naprendszer kisbolygóövében található aszteroida. A LINEAR projekt keretében fedezték fel 1999. szeptember 9-én.